# Tanja Mehlstäubler

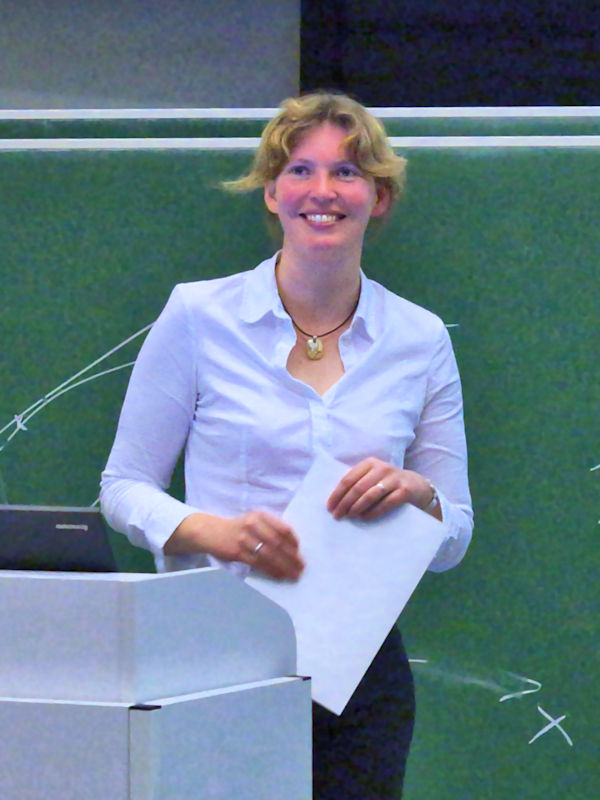
Tanja Mehlstäubler (2016)

Tanja Elisabeth Mehlstäubler (* 1975 in Passau) ist eine deutsche Physikerin und Professorin für Quantenoptik und Metrologie. Mehlstäubler ist bekannt für ihre Arbeiten zu topologischen Defekten in Ionen-Coulomb-Kristallen und als Pionierin der Multi-Ionen-Uhr. Darüber hinaus entwickelte sie skalierbare Ionenfallen für quantentechnologische Anwendungen.

## Leben
Mehlstäubler begann ein Physik-Studium 1994 an der Julius-Maximilians-Universität Würzburg.
1997 bis 1999 studierte sie an der Stony Brook University, wo sie 1999 mit einem Master in Physik in der Gruppe von Gene D. Sprouse und Luis Orozco zum Thema Präzisionsspektroskopie und Paritätsverletzung in Franzium Atomen graduierte.
2005 promovierte Mehlstäubler bei Wolfgang Ertmer an der Gottfried Wilhelm Leibniz Universität Hannover zum Thema Laserkühlmethoden für optische atomare Frequenzstandards.
Von 2006 bis 2007 war sie als Post-Doktorandin am Observatoire de Paris (LNE-SYRTE) in Frankreich in der Gruppe von Arnaud Landragin auf dem Gebiet der Gravimetrie mit atomaren Quantensensoren tätig. Anschließend wechselte Mehlstäubler an die Physikalisch-Technische Bundesanstalt in Braunschweig und baute 2009 eine Nachwuchsforschergruppe auf, mit dem Ziel, eine Multi-Ionen-Uhr zu entwickeln. Sie habilitierte sich 2016 zum Thema Quantensensoren mit lasergekühlten Atomen und Ionen und ist seit 2020 Professorin für Quantenoptik und -Metrologie an der Gottfried Wilhelm Leibniz Universität Hannover.
Seit 2018 hält Mehlstäubler eine Gastprofessur an der Universität Osaka in Japan.

## Mitgliedschaften (Auswahl)
- Gewähltes Mitglied im Fachkollegium der Deutschen Forschungsgemeinschaft (seit 2020)
- Beirat des Leibniz-Institut für Photonische Technologien (seit 2023)
- Mitglied des Vorstands des Exzellenzclusters QuantumFrontiers
- Mitglied der Studienstiftung des deutschen Volkes (von 1996 bis 1999)